# Bistum Chios
Das Bistum Chios (lat.: Dioecesis Chiensis) ist eine in Griechenland gelegene Diözese der römisch-katholischen Kirche.
Es wurde im Jahr 1400 begründet und gehört der Kirchenprovinz Naxos-Tinos an.
Auf einer Fläche von 4.116 km² umfasst es die Verwaltungsregionen Nördliche Ägäis mit den ostägäischen Inseln (Lesbos, Chios mit Psara; Samos und Ikaria mit Fourni und Thymena) sowie der nordägäischen Insel Limnos.
Das Bistum verfügt heute über keinerlei Klerus und wird vom Erzbischof der Erzdiözese Naxos-Tinos, der auch Apostolischer Administrator von Chios ist, mitverwaltet.
Die Kathedrale ist dem Patrozinium des  Nikolaus von Myra unterstellt, der auch Patron des Bistums ist.

Folgende römisch-katholische Kirchen sind im Bistum Chios verzeichnet:
- Mariä-Himmelfahrt-Kirche (Lesbos)
- Nikolauskathedrale (Chios)
- Mariä-Himmelfahrt-Kirche (Samos)
- Marienkirche (Mytilini/Samos)